# Loja-San Francisco
Loja-San Francisco (hiszp. Estación de Loja-San Francisco) – przystanek kolejowy w miejscowości Loja, w prowincji Grenada, we wspólnocie autonomicznej Andaluzja, w Hiszpanii. Stacja obsługuje pociągi średniego dystansu.
Obecnie jest to jedyny przystanek dla pasażerów w mieście. Znajduje się na obrzeżach miasta i 2 km w kierunku Grenady.

## Położenie
Stacja znajduje się w km 69,1 linii Fuente de Piedra – Granada, na wysokości 485 m n.p.m., pomiędzy stacjami Antequera i Granada.

## Historia
Stacja została otwarta dla ruchu na 10 grudnia 1866 wraz z otwarciem odcinka Loja-Granada linii przeznaczonej do połączenia z Bobadilla. Prace zostały przeprowadzone przez Compañía del Ferrocarril de Córdoba a Málaga, który nie ukończyła trasy linii w całości, aż do 1874 ze względu na trudny teren, przez który prowadziła trasa. w 1877 roku linia została przejęta przez Compañía de los Ferrocarriles Andaluces. Zarządzała ona stacją, aż do nacjonalizacji kolei w Hiszpanii w 1941 i powstania RENFE.
Od 31 grudnia 2004 Adif jest właścicielem obiektu.

## Linie kolejowe
- Fuente de Piedra – Granada

## Połączenia
| Linia MD | Pociągi | Z/Do      |  | Do/Z    |
| -------- | ------- | --------- |  | ------- |
| 68       | MD      | Sevilla   |  | Almería |
| 70       | MD      | Algeciras |  | Granada |